# Ramón Poo Gil
Ramón Poo Gil (7 de octubre de 1975) fue el Presidente Municipal del Puerto de Veracruz, empresario nacido en Veracruz graduado como Licenciado en Administración de Empresas por la Universidad Cristóbal Colón. Previamente se desempeñó como Director de Operaciones de Contino y posteriormente fue Director Comercial del mismo grupo empresarial. Es hijo del también empresario Gerardo Poo Ulibarri, quien fuera Presidente Municipal de Veracruz de 1985 – 1988 y de Graciela Gil Ortíz, mujer dedicada a labores altruistas y presidenta del Patronato de las Mujeres voluntarias de la Cruz Roja Mexicana.

## Actividad política
En las Elecciones estatales de Veracruz de 2013 decidió postularse para la Alcaldía del Puerto de Veracruz para el periodo 2014-2017 resultando ganador de éstas con un margen de 10 mil votos sobre su más cercano competidor Rafael Acosta Croda del Partido Acción Nacional.